# GOTHIKA
GOTHIKA («EUTHANASIE») — японський музичний гурт, заснований у 2001 році. На формування їх музичних поглядів суттєво вплинула творчість колективів Rammstein, Bauhaus та Orchestral Manoeuvres in the Dark. Наразі група випустила 5 студійних альбомів («Savage Messiah», «Gloomy Sunday», «Queer Chronicle», «120 Days of Sodom», «ZeitGeist») і 1 DVD (I hate myself NOW!).

## Біографія
Гурт GOTHIKA був заснований 2001 року, у складі з andro та n@o під назвою «Euthanasie». У 2003-му році до них приєднався #449. У такому складі гурт записав свій перший реліз «Savage Messiah».
Їх перший тур по Європі відбувся восени 2006 року і мав назву «Delusion a go go! Europe tour 2006», а в січні 2007 року назву було замінено на «Gothika». Причиною зміни назви, самі ж учасники, називають негативну реакцію на нього в Європі, особливо в Німеччині. Незабаром після цього гурт покинув гітарист n@o. В Україні вони виступали у Дніпрі та у Києві.
На своїх концертах andro і #449 використовують традиційні японські кімоно, антирадіаційні парасолі, кіберготичні комбінезони.
GOTHIKA спромоглася підкорити тисячі європейських глядачів своїм шоу та проникливими піснями японською мовою.
На кожній події — gothic, j-rock або anime party, артисти знаходять нових шанувальників свого таланту.

## Учасники гурту
- andro (вокал)
- #449 (клавішні, програмування)

- n@o (гітара). Залишив групу у 2007-му році.

### Сесійні музиканти, що працюють з «GOTHIKA»
- Hexaman — (електроударні)
- Dee Lee (з 2 bullet) — клавішні, синтезатор
- hanon (з MONAURAL CURVE) — ремікс

## Дискографія

### Японія
- 2007-10-27 TOKYO DARK CASTLE CD album
- 2007-09-15 120 Days of Sodom CD album
- 2006-06-11 Queer Chronicle CD mini-album
- 2005-00-00 I hate myself NOW!! DVD pvs
- 2004-00-20 Gloomy Sunday CD mini-album
- 2003-07-24 Savage Messiah CD mini-album

### Європа
- 2009-10-23 ZeitGeist CD album
- 2008-10-24 120 Days of Sodom CD album
- 2006-09-01 Sakurabana